# آلن مک‌لافلین
آلن مک‌لافلین (انگلیسی: Alan McLoughlin; ۲۰ آوریل ۱۹۶۷ – ۴ مهٔ ۲۰۲۱) بازیکن فوتبال اهل جمهوری ایرلند بود.
از باشگاه‌هایی که در آن بازی کرده‌است می‌توان به باشگاه فوتبال تورکی یونایتد، باشگاه فوتبال پورتسموث، باشگاه فوتبال استون ویلا، باشگاه فوتبال روچدیل، باشگاه فوتبال سوئیندون تاون، باشگاه فوتبال ساوت‌همپتون، باشگاه فوتبال ویگان اتلتیک، باشگاه فوتبال فارست گرین راورز، و باشگاه فوتبال منچستر یونایتد اشاره کرد.
وی همچنین در تیم ملی فوتبال جمهوری ایرلند بازی کرده‌است.